# 11127 Hagi
11127 Hagi (1996 UH1) là một tiểu hành tinh vành đai chính được phát hiện ngày 20 tháng 10 năm 1996 bởi K. Cross ở Sendai.